# Elizabeth Walker
Elizabeth Rotter, surtout connue sous le nom Elizabeth Walker ainsi que sous les noms Elizabeth Neff Walker et Laura Matthews, est une écrivaine américaine de romans. Elle est l'auteur d'une dizaine de best-sellers.

### Sous le nom d'Elizabeth Neff Walker
- Nomad Harp (1980)
- Curious Courting (1980)
- Lady Next Door (1981)
- In My Lady's Chamber (1981)
- Antique Affair (1984)
- That Other Woman (1984)
- Paternity (1985)
- The Healing Touch (1995)
- Fever Pitch (1995)
- The Best Medicine (1996)
- An Abundant Woman (1998)
- Emotional Ties (1999)
- And One to Grow on (2000)

### Sous le nom d'Elizabeth Walker
- Paper Tiger (1983)
- Dark Sunrise (1984)
- Summer Frost (1984)
- Voyage (1987)
- Wild Honey (1987)
- Rowan's Mill (1989)
- The Loving Seasons (1989)
- The Court (1990)
- Conquest (1990)
- Hallmark (1991)
- Day Dreams (1992)
- Call Me Brave (1993)
- Child of Shadows (1994)
- Heart Conditions (1994)
- The Snow Tree (1995)
- Godseed (2004)

### Sous le nom de Laura Matthews
- Lord Greywell's Dilemma (1983)
- Emotional Ties (1984)
- The Proud Viscount (1987)
- A Very Proper Widow (1987)
- Miss Ryder's Memoirs (1988)
- Lord Clayborne's Fancy (1989)
- The Ardent Lady Amelia (1990)
- The Seventh Suitor (1991)
- A Baronet's Wife (1992)
- A Curious Courting (1992)
- Alicia (1992)
- The Village Spinster (1993)
- In My Lady's Chamber (1993)
- The Lady Next Door (1993)
- A Fine Gentleman (1999)
- A Prudent Match (2000)
- A Rival Heir (2002)
- The Nomad Harp (2002)
- Holiday in Bath (2003)
- The Aim of a Lady (2003)

## Ouvrages traduits en français
- L'aube de la fortune, Pocket, numéro 10491, décembre 1998,  (ISBN 2266085085)
- Le Labyrinthe des cœurs, Pocket, numéro 10886, mai 2000,  (ISBN 2266098853)
- la fille de l'ombre, Pocket, numéro 11330, septembre 2002,  (ISBN 2266113887)
- Au risque de la vie, Pocket, numéro 10512, janvier 2003,  (ISBN 2266131028)
- Les fruits sauvages de la passion, poche, paru en 03/2004
- Les éternelles brulures de la passion, Collection Pocket, numéro 12681, mai 2006,  (ISBN 226615642X)
- Le Château des Melville, éditeur  Belfond septembre 2007  (ISBN 271444363X)